# Marathon van Londen 1998
De Londen Marathon 1998 werd gelopen op zondag 26 april 1998. Het was de achttiende editie van deze marathon.
De Spanjaard Abel Antón kwam bij de mannen als eerste over de finish in 2:07.57. De Ierse Catherina McKiernan won bij de vrouwen in 2:26.26.

## Uitslagen

### Mannen
| rang   | naam                  | land | tijd    |
| ------ | --------------------- | ---- | ------- |
| Goud   | Abel Antón            | ESP  | 2:07.57 |
| Zilver | Abdelkader El Mouaziz | MAR  | 2:08.07 |
| Brons  | António Pinto         | POR  | 2:08.13 |
| 4      | Julio Rey             | ESP  | 2:08.33 |
| 5      | Abebe Mekonnen        | ETH  | 2:09.52 |
| 6      | Robert Stefko         | SVK  | 2:09.54 |
| 7      | Diego García          | ESP  | 2:10.36 |
| 8      | Jon Brown             | WAL  | 2:11.11 |
| 9      | Steve Moneghetti      | AUS  | 2:11.41 |
| 10     | Kenjiro Jitsui        | JPN  | 2:12.47 |

### Vrouwen
| rang   | naam                | land | tijd    |
| ------ | ------------------- | ---- | ------- |
| Goud   | Catherina McKiernan | IRL  | 2:26.26 |
| Zilver | Liz McColgan        | SCO  | 2:26.54 |
| Brons  | Joyce Chepchumba    | KEN  | 2:27.22 |
| 4      | Marleen Renders     | BEL  | 2:27.30 |
| 5      | Lidia Şimon         | ROU  | 2:28.41 |
| 6      | Sonja Oberem        | GER  | 2:29.39 |
| 7      | Adriana Fernandez   | MEX  | 2:29.46 |
| 8      | Yan-fang Wang       | CHN  | 2:30.47 |
| 9      | Malgorzata Sobanska | POL  | 2:32.02 |
| 10     | Marian Sutton       | ENG  | 2:32.14 |

1981 ·
1982 ·
1983 ·
1984 ·
1985 ·
1986 ·
1987 ·
1988 ·
1989 ·
1990 ·
1991 ·
1992 ·
1993 ·
1994 ·
1995 ·
1996 ·
1997 ·
1998 ·
1999 ·
2000 ·
2001 ·
2002 ·
2003 ·
2004 ·
2005 ·
2006 ·
2007 ·
2008 ·
2009 ·
2010 ·
2011 ·
2012 ·
2013 ·
2014 ·
2015 ·
2016 ·
2017